# Pavetta australiensis
Pavetta australiensis är en måreväxtart som beskrevs av Cornelis Eliza Bertus Bremekamp. Pavetta australiensis ingår i släktet Pavetta och familjen måreväxter.
Artens utbredningsområde är Queensland.

## Underarter
Arten delas in i följande underarter:
- P. a. australiensis
- P. a. pubigera